# Peter Kohlgraf
Peter Kohlgraf, né le 21 mars 1967 à Cologne, est un évêque catholique allemand, évêque de Mayence depuis 2017.

## Biographie

### Sources
- Mgr Peter Kohlgraf nouvel évêque de Mayence, La Croix, 18 avril 2017
- L’évêque de Mayence veut modifier l’enseignement irréformable de l’Eglise , 18 janvier 2022